# Xindian (ort)
Xindian är en ort i Kina. Den ligger i provinsen Shandong, i den östra delen av landet, omkring 120 kilometer öster om provinshuvudstaden Jinan. Antalet invånare är 82 555.
Runt Xindian är det tätbefolkat, med 591 invånare per kvadratkilometer. Närmaste större samhälle är Qingzhou, 19,9 km sydost om Xindian. Trakten runt Xindian består till största delen av jordbruksmark.
Genomsnittlig årsnederbörd är 769 millimeter. Den regnigaste månaden är juli, med i genomsnitt 284 mm nederbörd, och den torraste är januari, med 7 mm nederbörd.